# Фадеев, Александр Николаевич
Александр Николаевич Фадеев (род. в 1959 году) — тренер высшей категории по борьбе самбо, отличник физической культуры и спорта, почётный гражданин города Краснокамска. Судья международной категории. Старший тренер школы самбо в городе Краснокамске.

## Биография
Александр Фадеев родился в 1959 году. Стал заниматься в секции самбо в возрасте 13 лет, тренером был Василий Перчик. Александр Фадеев занимал призовые места на всероссийских, союзных, и областных соревнованиях. Мастер спорта СССР. Проходил службу в Советской Армии. Окончил обучение в Челябинском государственном институте физической культуры. Судья на международных, областных и всероссийских соревнованиях. Судья международной категории.
Среди его учеников — тренер Евгений Загуменов, мастер спорта Дмитрий Чирков, мастер спорта Рустам Закиров, Олег Рочев, Дмитрий Нечаев, мастер спорта Марат Сайфутдинов, Александр Паньков, чемпион мира по самбо Михаил Паньков .
В 2003 году Александр Фадеев получил звание Заслуженного тренера РФ в связи с высокими достижениями своих воспитанников. Работает тренером-преподавателем МОУДОД «Специализированная детско-юношеская школа олимпийского резерва по борьбе самбо города Краснокамска».
Был главным судьей на турнире по самбо памяти Накипа Мадьярова в Казани.